# Trattato di Parigi (1303)
Il trattato di Parigi del 1303 è stato firmato il 20 maggio per porre fine ad una guerra tra Regno di Francia e Regno d'Inghilterra.

## Contesto
Al momento della sua salita al trono Filippo IV decide evacuare la regione dell'Agenais che suo padre Filippo III aveva occupato in violazione del trattato di Parigi del 1229. Grazie a questo gesto di distensione nei confronti dell'Inghilterra, Edoardo I decide di riconoscere di essere vassallo del re di Francia per quanto atteneva ai propri possedimenti in Guienna e Aquitania.
Nonostante ciò, la pace tra i due Paesi non durerà a lungo: nel 1292, a seguito di una rissa tra marinai inglesi e francesi a Bayonne, Filippo IV invade la Guienna provocando la reazione inglese.
Il papa Bonifacio VIII, preoccupato per il conflitto che opponeva le due maggiori potenze cristiane proprio mentre gli “infedeli” occupavano la Terra santa, spinse le due parti a concludere la pace, sancita dal trattato di Montreuil. La tregua verrà prorogata di anno in fino alla firma di un accordo definitivo sancito col trattato di Parigi.

## Il trattato
Ai sensi del trattato Edoardo I accettava di sposare la sorella di Filippo IV, Margherita, mentre il re di Francia prometteva in sposa sua figlia Isabella di Francia (che all'epoca aveva sette anni) al principe di Galles, il futuro Edoardo II.
La Guienna venne inoltre restituita agli inglesi e le piazzeforti conquistate dai due Paesi vennero sequestrate e poste sotto il controllo del papa fino alla piena esecuzione del trattato.
Infine, il re di Scozia, alleato della Francia ma sconfitto e catturato da Edoardo I, venne lasciato nelle mani degli Inglesi.